# Émile Combes
Émile Combes (Roquecourbe, 1835. szeptember 6. – Pons, 1921. május 25.) francia orvos, politikus, a Harmadik Francia Köztársaság 37. miniszterelnöke.

## Pályafutása
A helyi elemi iskolában szerzett latin tudását keresztapjánál, a falu plébánosánál tökéletesítette, és 12 éves korában felvételt nyert a castres-i kisszemináriumba. Az Albiban működő a papnevelő intézetben folytatta teológiai tanulmányát. Papnak készült és a tonzúrát is felvette. 1860-ban a Sorbonne-on doktorált Aquinói Szent Tamásról írt disszertációjával, latin nyelven Clairvaux-i Szent Bernátról írta doktori értekezését. Néhány év múlva elveszítette hitét, elhagyta a szemináriumot, és tanított. Orvostudományokat kezdett tanulni, 1868-ban nyitotta meg rendelőjét Ponsban, és 1885-ig praktizált.
1874-ben Pons városi tanácsának tagjává, két év múlva pedig polgármesterévé választották, és 1919-ig állt a város élén. 1879-ben Charente-Maritime megye tanácsának tagja, 1885-ben a megye szenátusi képviselője lett. Mandátumát haláláig megtartotta. 1893-ban és 1894-ben az általa alapított demokratikus baloldal elnevezésű csoportosulás vezetője, 1893 és 1895 között a szenátus elnökhelyettese. Szenátusi bizottság vizsgálta 1901-ben azt a törvénytervezetet, amely az önkéntes alapon létrejött társaságok létrehozását kívánta szabályozni. Combes  hozzászólt a törvénytervezet 14. cikkelyéhez, amely megtiltja, hogy a működési engedéllyel nem rendelkező újkori szerzetesi intézmények taníthassanak. Rámutatott arra, hogy Franciaország történelmében az uralkodók is szigorúan szabályozták a kongregációkat, továbbá elmarasztalóan szólt a polgárságról, amely az egyházi iskolákat részesíti előnyben a közoktatási intézmények helyett.

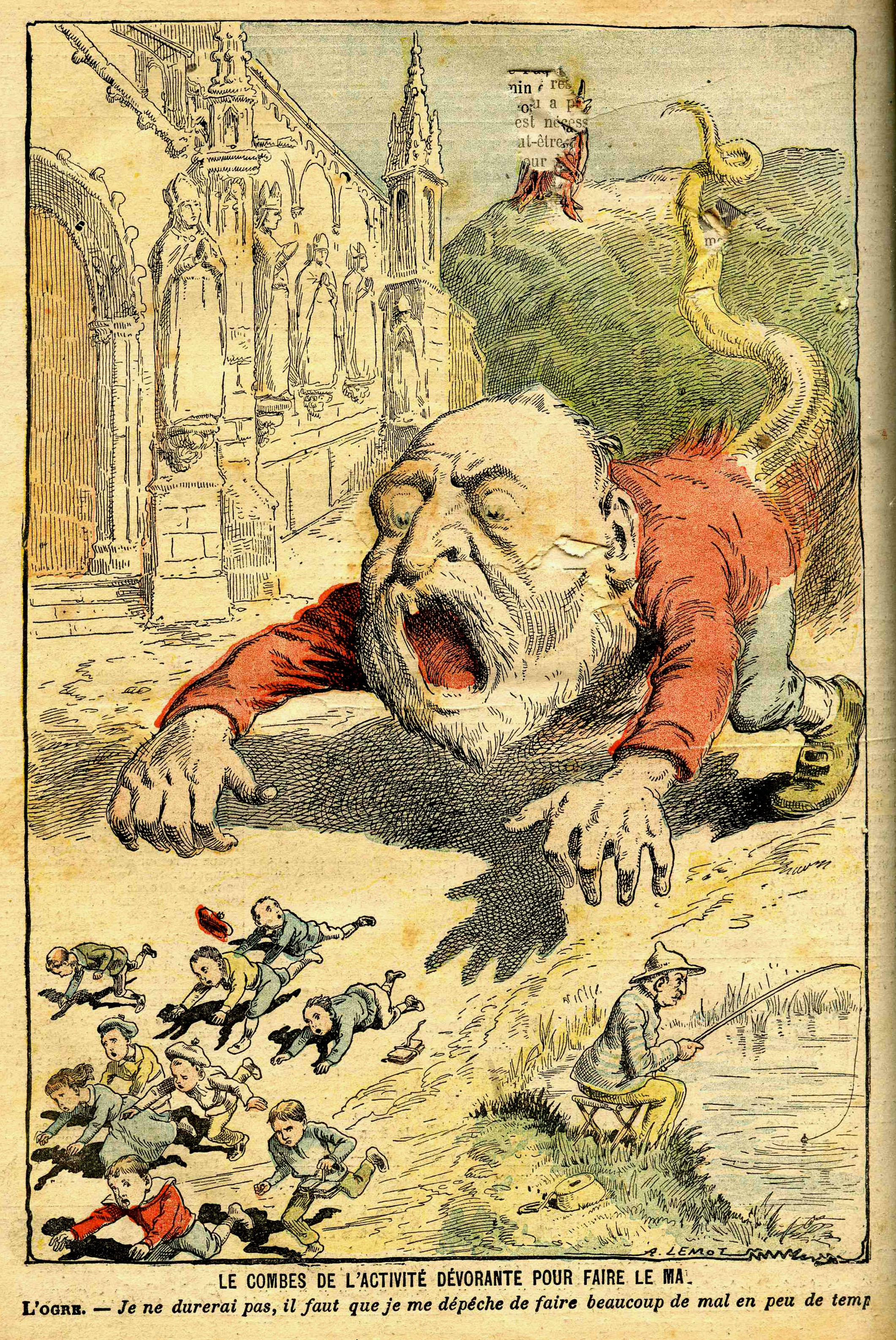
Achille Lemot karikatúrája (1902)

1902-ben kormányt alakított. A belügyi, valamint a vallásügyi tárcát is megtartotta, és kemény antiklerikális politikát folytatott.
Szigorúan alkalmazta az 1901-es törvényt a egyházi rendekre, majd megtiltotta a kongregációknak a tanítást az 1904 márciusában megszavazott törvény értelmében. Több mint 2500 egyházi tanintézetet zártak be. A kormány  konfliktusba került a Vatikánnal a püspökök kinevezése miatt. X. Piusz pápa nemtetszésének adott hangot, amikor Loubet elnök Rómába látogatott. A kormány válaszul megszakította a diplomáciai kapcsolatot a Vatikánnal 1904. július 30-án.
Combes az állam és egyház szétválasztásáról szóló törvény előkészítésén dolgozott, amikor támadások érték a kormányt, mert a rendőrség titkos nyilvántartást vezetett a katonatisztek vallási és politikai hovatartozásáról. Combes kénytelen volt lemondani 1905. január 18-án, de a szenátusban továbbra is jelen volt. 1915-ben Aristide Briand nemzeti egységkormányában államminiszteri posztot töltött be.
1930. február 20-án a francia szenátus határozatot hozott arról, hogy az ülésteremben Combes egykori helyén emlékplakettet helyeznek el.

## Kapcsolódó szócikk
- Franciaország miniszterelnökeinek listája